# 마돈나 (영화)
"마돈나"는 2015년에 개봉한 대한민국의 영화이다.

## 줄거리
한 병원의 간호보조사 해림(서영희)과 의사(변요한)는 심장 이식이 필요한 전신마비 환자 철오를 담당하게 된다. 철오의 아들 상우(김영민)이 아버지의 재산을 얻기 위해 모든 수단을 동원해 아버지의 생명을 억지로 연장하고 있다는 사실을 알게 된 그들. 어느 날, 정체불명의 사고 환자 미나(권소현)가 실려오게 되고, 냉혹한 재벌 2세 상우는 해림에게 그녀의 가족을 찾아 장기기증 동의서를 받아오라는 위험한 거래를 제안한다. 상황이 어려웠던 해림은 제안을 어렵게 수락하고, ‘마돈나’라는 별명을 가졌던 미나의 과거를 추적해가며 충격적인 비밀들을 마주하게 되는데… (촬영장소 : 신림동 에이치플러스 양지병원)

## 캐스팅
- 서영희 - 해림 역 (아역: 김정연)
- 권소현 - 장미나 역
- 김영민 - 상우 역
- 변요한 - 혁규 역
- 고서희 - 현주 역
- 유순철 - 철오 역
- 신운섭 - 한 과장 역
- 김호정 - 포주 역
- 한송희 - 미영 역
- 이명행 - 박 과장 역
- 이상희 - 아람 역
- 박현영 - 준희 역
- 진용욱 - 종대 역
- 김현숙 - 미나할머니 역
- 노수산나 - 최 선생 역
- 이새로미 - 요양사 역
- 김영성 - 공장팀장 역
- 고희기 - 양복 남 역
- 홍의준 - 길거리남 역 (우정출연)

## 참고 사항
- 영화는 자신의 정체성도 잃어버리고, 존재감도 없이 그저 '마돈나'라고 불렸던 미나의 삶에 중심으로 흘러간다. 단지 동료가 자신의 이름을 불러주었을 뿐인데 너무 오랜만에 자신의 진짜 이름을 들었다며 고마워하는 미나의 모습이 애처롭다.

## 수상
- 2015년 제35회 한국영화평론가협회상 신인여우상 - 권소현
- 2015년 제35회 하와이국제영화제 할레쿨라니 황금난초상
- 2016년 제14회 피렌체한국영화제 오리종티 심사위원대상, 관객상
- 2016년 제3회 들꽃영화상 극영화 감독상 - 신수원
- 2016년 제3회 들꽃영화상 신인배우상 - 권소현